# Loisail
Loisail est une commune française, située dans le département de l'Orne en région Normandie, peuplée de 134 habitants.

## Géographie
La commune est à l'ouest du Perche, au cœur du Perche ornais. Son bourg est à 5 km au sud-est de Mortagne-au-Perche, à 15 km à l'ouest de Longny-au-Perche, à 17 km au nord de Bellême et à 18 km au nord-ouest de Rémalard.
Le point culminant (211 m) se situe en limite nord, près du lieu-dit Champaillaume. Le point le plus bas (158 m) correspond à la sortie de la Chippe du territoire, au sud.
| Mortagne-au-Perche            | Villiers-sous-Mortagne | Saint-Mard-de-Réno |
| Mortagne-au-Perche, Réveillon | Loisail                | Saint-Mard-de-Réno |
| Réveillon                     | Courgeon               | Courgeon           |

### Hydrographie
La commune est située dans le bassin Loire-Bretagne. Elle est drainée par la Chippe et le ruisseau la Chippe,.
La Chippe, d'une longueur de 12 km, prend sa source dans la commune de Saint-Langis-lès-Mortagne et se jette  dans l'Huisne en limite de Mauves-sur-Huisne et de Comblot, après avoir traversé six communes. 

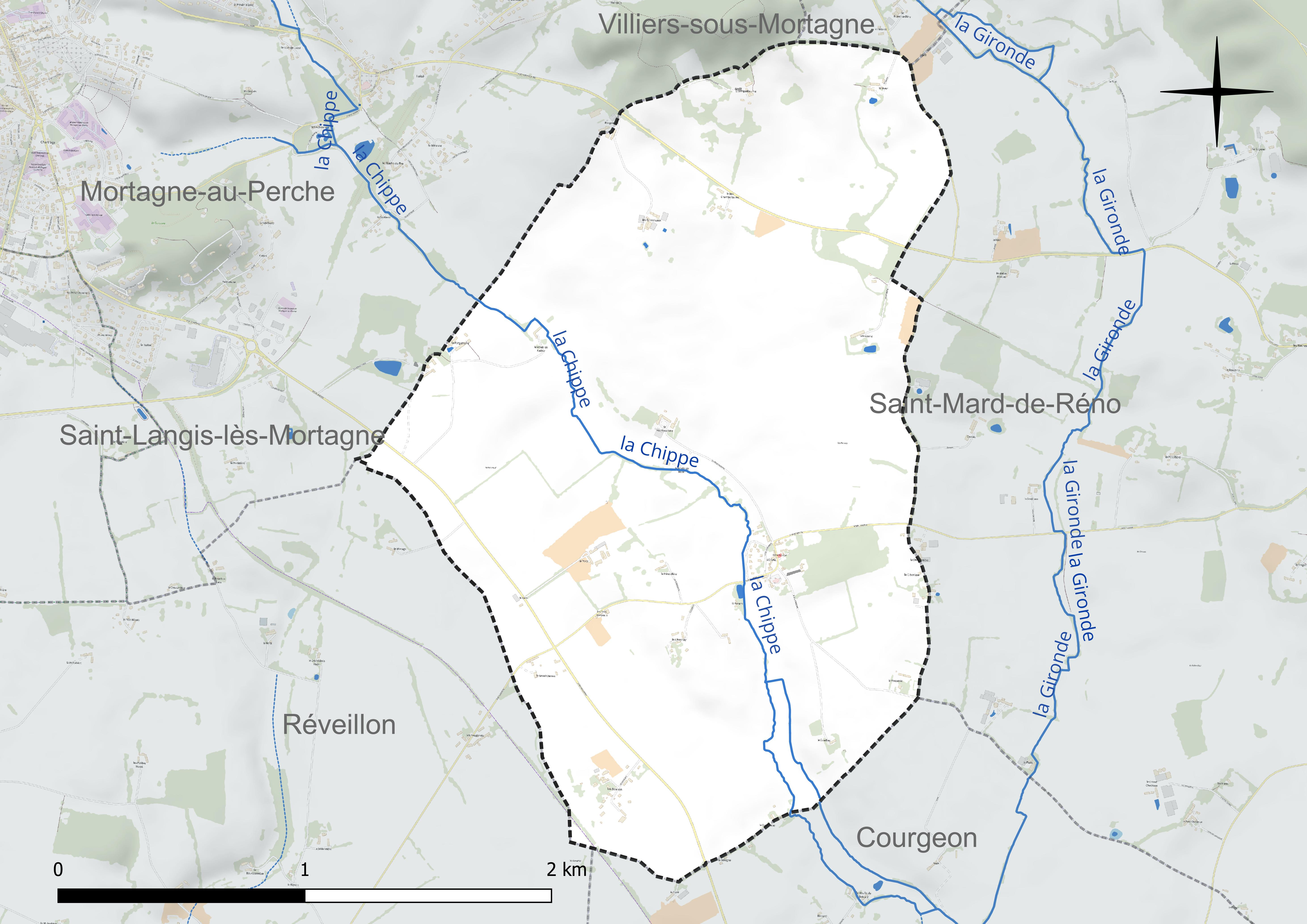
Réseau hydrographique de Loisail.

### Climat
Pour des articles plus généraux, voir Climat de la Normandie et Climat de l'Orne.
En 2010, le climat de la commune est de type climat océanique dégradé des plaines du Centre et du Nord, selon une étude du CNRS s'appuyant sur une série de données couvrant la période 1971-2000. En 2020, Météo-France publie une typologie des climats de la France métropolitaine dans laquelle la commune est exposée à un climat océanique altéré et est dans la région climatique Normandie (Cotentin, Orne), caractérisée par une pluviométrie relativement élevée (850 mm/a) et un été frais (15,5 °C) et venté. Parallèlement le GIEC normand, un groupe régional d’experts sur le climat, différencie quant à lui, dans une étude de 2020, trois grands types de climats pour la région Normandie, nuancés à une échelle plus fine par les facteurs géographiques locaux. La commune est, selon ce zonage, exposée à un « climat contrasté des collines », correspondant au Pays d'Ouche et au Perche et bénéficiant d’un caractère continental affirmé avec des précipitations atténuées et des amplitudes thermiques fortes.
Pour la période 1971-2000, la température annuelle moyenne est de 10,4 °C, avec une amplitude thermique annuelle de 14 °C. Le cumul annuel moyen de précipitations est de 770 mm, avec 11,8 jours de précipitations en janvier et 7,9 jours en juillet. Pour la période 1991-2020, la température moyenne annuelle observée sur la station météorologique la plus proche, située sur la commune de Mortagne-au-Perche à 4 km à vol d'oiseau, est de 11,5 °C et le cumul annuel moyen de précipitations est de 802,0 mm,. Pour l'avenir, les paramètres climatiques de la commune estimés pour 2050 selon différents scénarios d’émission de gaz à effet de serre sont consultables sur un site dédié publié par Météo-France en novembre 2022.

## Urbanisme

### Typologie
Au 1er janvier 2024, Loisail est catégorisée commune rurale à habitat très dispersé, selon la nouvelle grille communale de densité à sept niveaux définie par l'Insee en 2022.
Elle est située hors unité urbaine. Par ailleurs la commune fait partie de l'aire d'attraction de Mortagne-au-Perche, dont elle est une commune de la couronne,. Cette aire, qui regroupe 25 communes, est catégorisée dans les aires de moins de 50 000 habitants,.

### Occupation des sols
L'occupation des sols de la commune, telle qu'elle ressort de la base de données européenne d’occupation biophysique des sols Corine Land Cover (CLC), est marquée par l'importance des territoires agricoles (99,9 % en 2018), une proportion identique à celle de 1990 (99,9 %). La répartition détaillée en 2018 est la suivante : 
terres arables (70,8 %), prairies (28,6 %), zones agricoles hétérogènes (0,5 %), forêts (0,1 %). L'évolution de l’occupation des sols de la commune et de ses infrastructures peut être observée sur les différentes représentations cartographiques du territoire : la carte de Cassini (XVIIIe siècle), la carte d'état-major (1820-1866) et les cartes ou photos aériennes de l'IGN pour la période actuelle (1950 à aujourd'hui).

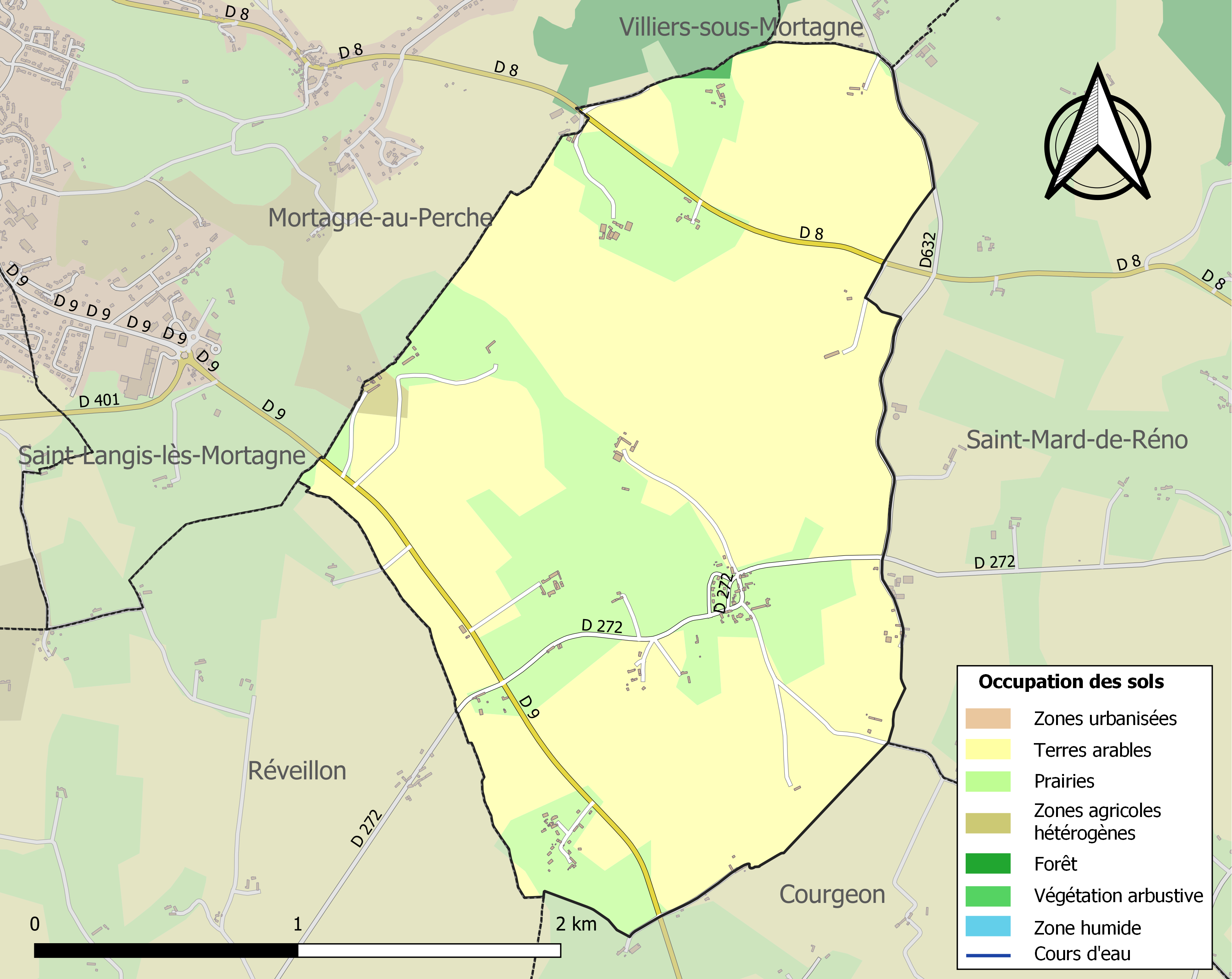
Carte des infrastructures et de l'occupation des sols de la commune en 2018 (CLC).

## Toponymie
Le nom de la localité est attesté sous la forme Loyseel en 1373.
Le toponyme semble être un diminutif de Loisé, lieu-dit important de Mortagne-au-Perche, formé à partir de l'anthroponyme latin Lausius ou Lautius.
Le gentilé est  Loisaillais.

## Politique et administration
| Période                                  | Période   | Identité         | Étiquette | Qualité              |
| ---------------------------------------- | --------- | ---------------- | --------- | -------------------- |
| 1983                                     | mars 2008 | Maurice Aguinet  | SE        | Agriculteur          |
| mars 2008                                | En cours  | Jacques Langevin | SE        | Instituteur retraité |
| Les données manquantes sont à compléter. |           |                  |           |                      |

Le conseil municipal est composé de onze membres dont le maire et trois adjoints.

## Démographie
L'évolution du nombre d'habitants est connue à travers les recensements de la population effectués dans la commune depuis 1793. Pour les communes de moins de 10 000 habitants, une enquête de recensement portant sur toute la population est réalisée tous les cinq ans, les populations de référence des années intermédiaires étant quant à elles estimées par interpolation ou extrapolation. Pour la commune, le premier recensement exhaustif entrant dans le cadre du nouveau dispositif a été réalisé en 2006.
En 2022, la commune comptait 134 habitants, en évolution de +6,35 % par rapport à 2016 (Orne : −3,21 %, France hors Mayotte : +2,11 %).
Loisail a compté jusqu'à 468 habitants en 1806.
| 1793 | 1800 | 1806 | 1821 | 1836 | 1841 | 1846 | 1851 | 1856 |
| ---- | ---- | ---- | ---- | ---- | ---- | ---- | ---- | ---- |
| 466  | 358  | 468  | 382  | 403  | 405  | 384  | 374  | 350  |

| 1861 | 1866 | 1872 | 1876 | 1881 | 1886 | 1891 | 1896 | 1901 |
| ---- | ---- | ---- | ---- | ---- | ---- | ---- | ---- | ---- |
| 371  | 386  | 339  | 355  | 338  | 301  | 270  | 263  | 245  |

| 1906 | 1911 | 1921 | 1926 | 1931 | 1936 | 1946 | 1954 | 1962 |
| ---- | ---- | ---- | ---- | ---- | ---- | ---- | ---- | ---- |
| 211  | 200  | 172  | 167  | 167  | 157  | 155  | 150  | 160  |

| 1968 | 1975 | 1982 | 1990 | 1999 | 2006 | 2011 | 2016 | 2021 |
| ---- | ---- | ---- | ---- | ---- | ---- | ---- | ---- | ---- |
| 168  | 130  | 149  | 145  | 144  | 135  | 132  | 126  | 131  |

| 2022 | - | - | - | - | - | - | - | - |
| ---- | - | - | - | - | - | - | - | - |
| 134  | - | - | - | - | - | - | - | - |

## Lieux et monuments

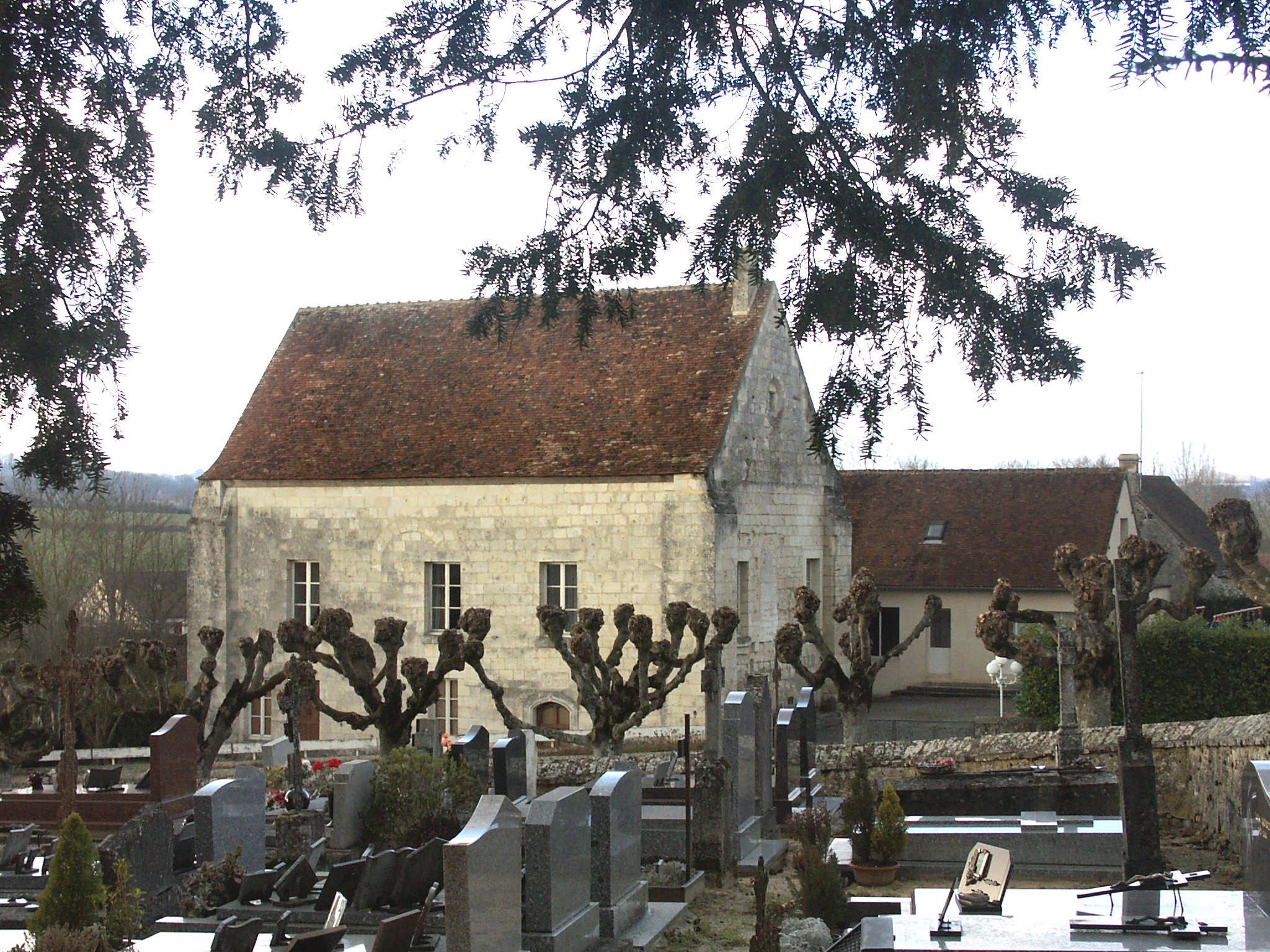
La maison romane.

- Église Saint-Martin, du XVIIe siècle, avec clocher de style Renaissance bien postérieurement construit. L'édifice fait l'objet d'un classement au titre des Monuments historiques depuis le 22 mai 1905[25].
- Maison romane du XIIe siècle, inscrite au titre des Monuments historiques depuis le 3 septembre 1974[26].
- Château du XVIIe siècle, inscrit au titre des Monuments historiques depuis le 21 juin 1992[27].